# Alojz Srebotnjak
Alojz Srebotnjak (ur. 27 czerwca 1931 w Postojnie, zm. 1 grudnia 2010 w Lublanie) – słoweński kompozytor. 

## Życiorys
W latach 1953–1958 kształcił się pod kierunkiem Lucijana Mariji Škerjanca w akademii muzycznej w Lublanie. Następnie był uczniem Borisa Porreny (1958–1959) i Petera Racine’a Frickera w Londynie (1960–1961). Od 1955 do 1957 roku uczestniczył ponadto w letnich kursach u Vito Frazziego i Angelo Francesco Lavagnino w Accademia Musicale Chigiana w Sienie. W latach 1964–1970 był wykładowcą akademii pedagogicznej w Lublanie, a od 1970 do 1995 roku profesorem kompozycji w lublańskiej akademii muzycznej. Był jednym ze współzałożycieli powołanej w 1960 roku awangardowej grupy kompozytorskiej Pro Musica Viva. Otrzymał nagrodę na festiwalu filmów krótkometrażowych i dokumentalnych w Belgradzie (1960), nagrodę radia jugosłowiańskiego (1966), nagrodę na festiwalu filmowym w Puli (1974) oraz nagrodę im. Prešerena (1998). Laureat konkursu im. G.B. Viottiego w Vercelli (1966).
W swojej twórczości posługiwał się awangardowymi technikami takimi jak dodekafonia, aleatoryzm i serializm, stosował też nawiązania do słoweńskiego folkloru muzycznego.

## Wybrane kompozycje
(na podstawie materiałów źródłowych)

### Utwory orkiestrowe
- Muzyka na smyczki (1955, zrewid. 1982)
- Sinfonietta in due tempi (1958)
- Monologi na flet, obój, róg i smyczki (1962)
- Kraška suita (1964)
- Antifona (1964)
- Koncertantne epizode (1967)
- Koncert na harfę i orkiestrę (1971)
- Koncert skrzypcowy (1975)
- Slovenica (1976)
- Tańce macedońskie na smyczki (1976; także wersja na orkiestrę lub 2 oboje, 2 klarnety, 2 fagoty i perkusję)
- Ballada (1977)
- Naturae vox (1981)
- Słoweńskie tańce ludowe na smyczki (1982; także wersja na orkiestrę lub skrzypce i fortepian)
- Rapsodica na smyczki (1988)

### Utwory kameralne
- 3 sonatiny na skrzypce i fortepian (I 1954, II 1966, III 1968)
- Allegro, Corale 3 Passacaglia na kwartet smyczkowy (1954)
- Fantasia notturna na 3 skrzypiec, klarnet i harfę (1957)
- 5 preludiów na harfę (1960)
- Serenada na flet, klarnet i fagot (1961)
- 6 utworów na fagot i fortepian (1963)
- Dnevnik na trio fortepianowe (1972)
- Lamento na zespół kameralny (1976)
- kolaż Naif na zespół instrumentalny (1977)
- kolaż Macedonica na zespół instrumentalny (1978)
- kolaż Spray na zespół instrumentalny (1981)
- Improvizacije na Tartinija na skrzypce (1991)

### Utwory fortepianowe
- Invenzione variata (1961)
- Tańce macedońskie (1972)
- Wariacje na temat Marija Kogoja (1984)
- Wariacje na temat Slavka Osterca (1990)
- Wariacje na temat Lucijana M. Škerjanca (1996)
- Scherzzzando (1997)

### Utwory wokalno-instrumentalne
- Mati na głos i smyczki (1955)
- Pisma na sopran i harfę (1956)
- Vojne slike na tenora, altówkę, perkusję i fortepian (1957)
- Requiem za talca na chór, harfę, kotły i tam-tam (1963)
- Microsongs na głos i zespół kameralny (1964)
- Ekstaza smrti na baryton, chór i orkiestrę (1965)
- Naivni Orfej na chór i zespół kameralny (1973)
- Zjasni zvezde mu temne! na baryton, trąbkę, harfę, kotły i smyczki (1989)
- Sonety na tenora i fortepian (1991)
- Portret pesnika na tenora i fortepian (1993)
- Škofjeloški pasijon na solistów, chór i orkiestrę (2000)

### Balet
- Trobenta in vrag (1980)